# Achille Gorla
Achille Gorla (fl. XX secolo) è stato un calciatore italiano, di ruolo attaccante.

## Carriera
Cresciuto nel Codogno, ha giocato con il Fanfulla di Lodi, poi al Ravenna, nel 1929 passa alla Reggiana dove gioca per due anni; nella squadra emiliana disputa un campionato di Serie B con 29 partite e 5 gol nel 1929-1930.
Ceduto al Legnano, gioca per un altro anno in Serie B disputando 22 partite e segnando un gol nel 1931-1932. Lascia il Legnano nel 1932, e nella stagione 1933-1934 gioca a Pavia in Serie B